# Zierlicher Wimperfarn
Der Zierliche Wimperfarn (Woodsia pulchella) ist eine Pflanzenart aus der Gattung der Wimperfarne (Woodsia) innerhalb der Familie der Wimperfarngewächse (Woodsiaceae).

## Beschreibung
Der Zierliche Wimperfarn wächst als ausdauernde krautige Pflanze.
Der Zierliche Wimperfarn ist ein kleiner Farn, der sehr an den Zerbrechlichen Blasenfarn (Cystopteris fragilis) erinnert. Seine Farnwedel sind in Blattstiel und -spreite gegliedert. Der Blattstiel ist nur am Grunde schwarz, sonst gelblich oder grünlich und unten schwach beschuppt oder behaart und bis halb so lang wie der Blattspreite. Die gefiederte Blattspreite ist bis 12 Zentimeter lang. Die Fiedern sind gelappt bis fiederspaltig. Sie sind bei den untersten ein bis zwei Fiederpaaren abgerundet bis eiförmig, bei den folgenden schief eiförmig-rhombisch. Die nach vorn gerichtete Seite ist größer als die nach hinten gerichtete. Alle Fiedern sind stumpf, die am Grunde sind fast gefiedert, die vorderen dagegen fiederig gelappt. Die längsten Fiedern sind 4 bis 7, selten bis zu 10 Millimeter lang und beiderseits mit zwei bis sieben keilförmig bis verkehrt-eiförmigen bis länglichen, meist nur an der Spitze gekerbten Abschnitten.
Die Sori sind rundlich, das Indusium ist in haarfeine Fransen geteilt, welche in der Jugend den Sorus spinnwebartig bedecken. Die Sporenreife ist Juli bis August.
Die Chromosomenzahl beträgt 2n = 78.

## Vorkommen
Der Zierliche Wimperfarn kommt in Europa, in Georgien, in der Mongolei und in Sibirien vor. Für Europa gibt es Fundortangaben in Spanien, Frankreich, Deutschland, in der Schweiz, in Italien, Slowenien, Österreich und Rumänien.
Der Zierliche Wimperfarn gedeiht an mäßig frischen bis feuchten, oft leicht beschatteten Dolomit- und Kalkfelswänden und in Klammen. Er wächst in Felsspaltengesellschaften des Verbands Potentillion caulescentis und des Cystoperidion-Verbands. Er gedeiht in Mitteleuropa in Höhenlagen von 900 bis 2270 Metern.
Der Zierliche Wimperfarn wurde erst 1848 in den Dolomiten am Kreuzberg bei Sexten entdeckt. Er ist in Deutschland außerordentlich selten. Er kommt in den Berchtesgadener Alpen vor, ist hier weitgehend erloschen; es ist nur noch ein einziges, winziges Vorkommen vorhanden. In den Chiemgauer Alpen bei Bad Reichenhall wurde das Vorkommen 1992 noch bestätigt. Der Zierliche Wimperfarn ist in Deutschland durch die BArtSchV geschützt.
Die ökologischen Zeigerwerte nach Landolt et al. 2010 sind in der Schweiz: Feuchtezahl F = 2 (mäßig trocken), Lichtzahl L = 4 (hell), Reaktionszahl R = 5 (basisch), Temperaturzahl T = 2 (subalpin), Nährstoffzahl N = 2 (nährstoffarm), Kontinentalitätszahl K = 2 (subozeanisch).

## Systematik
Die Erstbeschreibung von Woodsia pulchella erfolgte 1858 durch Antonio Bertoloni in Flora Italica Cryptogama Band 1, S. 111. Ein Synonym für Woodsia pulchella Bertol. ist Woodsia glabella subsp. pulchella (Bertol.) Á.Löve & D.Löve.
Woodsia pulchella Bertol. ist nahe verwandt mit Woodsia glabella R.Br. ex Rich. subsp. glabella, die zirkumpolar verbreitet ist und in Europa in Skandinavien, Russland und Rumänien vorkommt.